# Éliminatoires du Championnat d'Afrique des nations de football 2009
Les éliminatoires du Championnat d'Afrique des nations de football 2009 ont mis en compétition 39 équipes africaines. Elles se sont déroulées du 28 mars au 14 décembre 2008. Le tour préliminaire aller a eu lieu du 28 au 30 mars 2008 et le retour du 11 au 13 avril 2008. Le premier tour aller a été disputé du 2 au 4 mai 2008 et le retour du 16 au 18 mai 2008. Le deuxième tour aller s'est tenu du 28 au 30 novembre 2008 et le retour du 12 au 14 décembre. Afin d'éviter des déplacements longs, épuisants et coûteux, les éliminatoires se sont effectuées par zone. Six zones ont été établies :
- Zone nord :Afrique du Nord
- Zone Ouest A : Afrique de l'Ouest
- Zone Ouest B : Afrique de l'Ouest
- Zone Centre : Afrique centrale
- Zone Sud : Afrique australe
- Zone Centre-est : Afrique australe et Afrique de l'Est

## Les équipes
| Afrique du Sud | Érythrée        | Maroc                | Sénégal       |
| Algérie        | Gabon           | Mauritanie           | Soudan        |
| Angola         | Gambie          | Mozambique           | Eswatini      |
| Bénin Forfait  | Ghana           | Namibie              | Tanzanie      |
| Botswana       | Guinée          | Niger                | Tchad Forfait |
| Burkina Faso   | Maurice Forfait | Nigeria              | Togo          |
| Burundi        | Kenya           | Ouganda              | Tunisie       |
| Cameroun       | Libye           | RD Congo             | Zambie        |
| Congo          | Malawi          | Centrafrique Forfait | Zimbabwe      |
| Égypte Forfait | Mali            | Rwanda               |               |

## Résultats par zone

### Zone Nord
|  | Tour préliminaire | Tour préliminaire | Tour préliminaire | Tour préliminaire |                          |       | Premier tour     | Premier tour     | Premier tour     | Premier tour     |  |  | Second tour                     | Second tour                     | Second tour                     | Second tour                     |
|  |                   |                   |                   |                   |                          |       |                  |                  |                  |                  |  |  |                                 |                                 |                                 |                                 |
|  |                   |                   |                   |                   |                          |       | 3 et 17 mai 2008 | 3 et 17 mai 2008 | 3 et 17 mai 2008 | 3 et 17 mai 2008 |  |  | 29 novembre et 13 décembre 2008 | 29 novembre et 13 décembre 2008 | 29 novembre et 13 décembre 2008 | 29 novembre et 13 décembre 2008 |
|  |                   |                   |                   |                   |                          |       | 3 et 17 mai 2008 | 3 et 17 mai 2008 | 3 et 17 mai 2008 | 3 et 17 mai 2008 |  |  | 29 novembre et 13 décembre 2008 | 29 novembre et 13 décembre 2008 | 29 novembre et 13 décembre 2008 | 29 novembre et 13 décembre 2008 |
|  |                   |                   |                   |                   |                          |       | 3 et 17 mai 2008 | 3 et 17 mai 2008 | 3 et 17 mai 2008 | 3 et 17 mai 2008 |  |  | 29 novembre et 13 décembre 2008 | 29 novembre et 13 décembre 2008 | 29 novembre et 13 décembre 2008 | 29 novembre et 13 décembre 2008 |
|  |                   |                   |                   |                   |                          |       | 3 et 17 mai 2008 | 3 et 17 mai 2008 | 3 et 17 mai 2008 | 3 et 17 mai 2008 |  |  | 29 novembre et 13 décembre 2008 | 29 novembre et 13 décembre 2008 | 29 novembre et 13 décembre 2008 | 29 novembre et 13 décembre 2008 |
|  |                   |                   |                   |                   |                          |       | 3 et 17 mai 2008 | 3 et 17 mai 2008 | 3 et 17 mai 2008 | 3 et 17 mai 2008 |  |  | 29 novembre et 13 décembre 2008 | 29 novembre et 13 décembre 2008 | 29 novembre et 13 décembre 2008 | 29 novembre et 13 décembre 2008 |
|  | Algérie           | Algérie           | 1                 | 1 (1)             |                          |       |                  |                  |                  |                  |  |  | 29 novembre et 13 décembre 2008 | 29 novembre et 13 décembre 2008 | 29 novembre et 13 décembre 2008 | 29 novembre et 13 décembre 2008 |
|  | Algérie           | Algérie           | 1                 | 1 (1)             |                          |       |                  |                  |                  |                  |  |  | 29 novembre et 13 décembre 2008 | 29 novembre et 13 décembre 2008 | 29 novembre et 13 décembre 2008 | 29 novembre et 13 décembre 2008 |
|  |                   |                   | Maroc             | Maroc             | 1                        | 1 (3) |                  |                  |                  |                  |  |  | 29 novembre et 13 décembre 2008 | 29 novembre et 13 décembre 2008 | 29 novembre et 13 décembre 2008 | 29 novembre et 13 décembre 2008 |
|  |                   |                   |                   |                   | 1                        | 1 (3) |                  |                  |                  |                  |  |  | 29 novembre et 13 décembre 2008 | 29 novembre et 13 décembre 2008 | 29 novembre et 13 décembre 2008 | 29 novembre et 13 décembre 2008 |
|  |                   |                   |                   |                   |                          |       |                  |                  |                  |                  |  |  | 29 novembre et 13 décembre 2008 | 29 novembre et 13 décembre 2008 | 29 novembre et 13 décembre 2008 | 29 novembre et 13 décembre 2008 |
|  |                   |                   |                   |                   |                          |       |                  |                  |                  |                  |  |  | 29 novembre et 13 décembre 2008 | 29 novembre et 13 décembre 2008 | 29 novembre et 13 décembre 2008 | 29 novembre et 13 décembre 2008 |
|  | Maroc             | Maroc             | 3                 | 0                 |                          |       |                  |                  |                  |                  |  |  |                                 |                                 |                                 |                                 |
|  | Maroc             | Maroc             | 3                 | 0                 |                          |       |                  |                  |                  |                  |  |  |                                 |                                 |                                 |                                 |
|  |                   |                   | Libye             | Libye             | 1                        | 3     |                  |                  |                  |                  |  |  |                                 |                                 |                                 |                                 |
|  |                   |                   |                   |                   | 1                        | 3     |                  |                  |                  |                  |  |  |                                 |                                 |                                 |                                 |
|  |                   |                   |                   |                   |                          |       |                  |                  |                  |                  |  |  |                                 |                                 |                                 |                                 |
|  |                   |                   |                   |                   |                          |       |                  |                  |                  |                  |  |  |                                 |                                 |                                 |                                 |
|  | Égypte            | Égypte            | f                 | f                 |                          |       |                  |                  |                  |                  |  |  |                                 |                                 |                                 |                                 |
|  | Égypte            | Égypte            | f                 | f                 | 30 mars et 13 avril 2008 |       |                  |                  |                  |                  |  |  |                                 |                                 |                                 |                                 |
|  |                   |                   | Libye             |                   |                          |       |                  |                  |                  |                  |  |  |                                 |                                 |                                 |                                 |
|  | Libye             | Libye             | 1                 | 1 (6)             |                          |       |                  |                  |                  |                  |  |  |                                 |                                 |                                 |                                 |
|  | Libye             | Libye             | 1                 | 1 (6)             |                          |       |                  |                  |                  |                  |  |  |                                 |                                 |                                 |                                 |
|  | Tunisie           | Tunisie           | 1                 | 1 (5)             |                          |       |                  |                  |                  |                  |  |  |                                 |                                 |                                 |                                 |
|  | Tunisie           | Tunisie           | 1                 | 1 (5)             |                          |       |                  |                  |                  |                  |  |  |                                 |                                 |                                 |                                 |
|  |                   |                   |                   |                   |                          |       |                  |                  |                  |                  |  |  |                                 |                                 |                                 |                                 |

( ) = Tirs au but; f = Victoire par forfait
Tour préliminaire
| Match | Pays  | Aller | Score | Retour | Pays    |
| ----- | ----- | ----- | ----- | ------ | ------- |
| 1     | Libye | 1-1   | 2-2   | 1-1    | Tunisie |

- La Libye se qualifie au prochain tour après sa victoire aux tirs au but par 6-5.

1er tour
| Match | Pays    | Aller | Score   | Retour | Pays  |
| ----- | ------- | ----- | ------- | ------ | ----- |
| 2     | Algérie | 1-1   | 2-2     | 1-1    | Maroc |
| 3     | Égypte  | -     | Forfait | -      | Libye |

- L'Egypte est déclaré forfait, la Libye se qualifie automatiquement au 2e tour.
- Le Maroc se qualifie au prochain tour après sa victoire aux tirs au but par 3-1.

2e tour
| Match | Pays  | Aller | Score | Retour | Pays  |
| ----- | ----- | ----- | ----- | ------ | ----- |
| 4     | Maroc | 3-1   | 3-4   | 0-3    | Libye |

### Zone Ouest A
Tour préliminaire
| Match | Pays   | Aller | Score | Retour | Pays       |
| ----- | ------ | ----- | ----- | ------ | ---------- |
| 1     | Gambie | 1-1   | 1-1   | 0-0    | Mauritanie |

La Mauritanie se qualifie au prochain tour.
1er tour
| Match | Pays       | Aller | Score | Retour | Pays   |
| ----- | ---------- | ----- | ----- | ------ | ------ |
| 2     | Sénégal    | 0-0   | 0-0   | 0-0    | Mali   |
| 3     | Mauritanie | 2-2   | 3-3   | 1-1    | Guinée |

- Le Sénégal se qualifie au prochain tour après sa victoire aux tirs au but par 5-4.

2e tour
| Match | Pays    | Aller | Score | Retour | Pays   |
| ----- | ------- | ----- | ----- | ------ | ------ |
| 4     | Sénégal | 1-0   | 1-1   | 0-1    | Guinée |

- Le Sénégal se qualifie au prochain tour après sa victoire aux tirs au but par 3-1.

### Zone Ouest B
Tour préliminaire
| Match | Pays  | Aller | Score   | Retour | Pays  |
| ----- | ----- | ----- | ------- | ------ | ----- |
| 1     | Ghana | 2-0   | 4-1     | 2-1    | Niger |
| 2     | Togo  |       | Forfait |        | Bénin |

- Le Ghana se qualifie au prochain tour.
- Le Bénin est déclaré forfait, le Togo se qualifie au prochain tour.

1er tour
| Match | Pays    | Aller | Score | Retour | Pays         |
| ----- | ------- | ----- | ----- | ------ | ------------ |
| 3     | Nigeria | 2-0   | 4-1   | 2-1    | Burkina Faso |
| 4     | Ghana   | 2-0   | 4-2   | 2-2    | Togo         |

2e tour
| Match | Pays  | Aller | Score | Retour | Pays    |
| ----- | ----- | ----- | ----- | ------ | ------- |
| 5     | Ghana | 0-0   | 3-2   | 3-2    | Nigeria |

- Le Ghana se qualifie au prochain tour.

### Zone centrale
Tour préliminaire
| Match | Pays         | Aller | Score   | Retour  | Pays  |
| ----- | ------------ | ----- | ------- | ------- | ----- |
| 1     | Centrafrique | 0-2   |         | Forfait | Gabon |
| 2     | Congo        |       | Forfait |         | Tchad |

- La République centrafricaine déclare forfait au match retour, le Gabon se qualifie au prochain tour.
- Le Tchad est déclaré forfait, le Congo se qualifie au prochain tour.

1er tour
| Match | Pays     | Aller | Score | Retour | Pays  |
| ----- | -------- | ----- | ----- | ------ | ----- |
| 3     | Cameroun | 1-2   | 3-2   | 2-0    | Gabon |
| 4     | RD Congo | 3-0   | 4-2   | 1-2    | Congo |

2e tour
| Match | Pays     | Aller | Score | Retour | Pays     |
| ----- | -------- | ----- | ----- | ------ | -------- |
| 5     | Cameroun | 0-2   | 0-3   | 0-1    | RD Congo |

La RD Congo se qualifie au prochain tour.

### Zone Centre-Est
Tour préliminaire
| Match | Pays     | Aller | Score | Retour | Pays     |
| ----- | -------- | ----- | ----- | ------ | -------- |
| 1     | Rwanda   | 1-0   | 1-0   | 0-0    | Burundi  |
| 2     | Kenya    | 1-0   | 1-2   | 0-2    | Tanzanie |
| 3     | Érythrée | 2-2   | 2-5   | 0-3    | Ouganda  |

- Le Rwanda se qualifie au prochain tour.
- La Tanzanie se qualifie au prochain tour.
- L'Ouganda se qualifie au prochain tour.

1er tour
| Match | Pays     | Aller | Score | Retour | Pays    |
| ----- | -------- | ----- | ----- | ------ | ------- |
| 4     | Soudan   | 4-0   | 5-1   | 1-1    | Rwanda  |
| 5     | Tanzanie | 2-0   | 3-1   | 1-1    | Ouganda |

2e tour
| Match | Pays   | Aller | Score | Retour | Pays     |
| ----- | ------ | ----- | ----- | ------ | -------- |
| 6     | Soudan | 1-2   | 2-5   | 1-3    | Tanzanie |

La Tanzanie se qualifie au prochain tour.

### Zone Sud
Tour préliminaire
| Match | Pays     | Aller | Score | Retour | Pays       |
| ----- | -------- | ----- | ----- | ------ | ---------- |
| 1     | Malawi   | 2-1   | 2-2   | 0-1    | Mozambique |
| 2     | Eswatini | 1-1   | 1-4   | 0-3    | Zambie     |

- Le Mozambique se qualifie au prochain tour.
- La Zambie se qualifie au prochain tour.

1er tour
| Match | Pays           | Aller | Score   | Retour | Pays    |
| ----- | -------------- | ----- | ------- | ------ | ------- |
| 3     | Mozambique     | 1-1   | 1-2     | 0-1    | Angola  |
| 4     | Botswana       | 1-0   | 1-3     | 0-3    | Zambie  |
| 5     | Zimbabwe       | 0-0   | 1-0     | 1-0    | Namibie |
| 6     | Afrique du Sud |       | Forfait |        | Maurice |

- L'Île Maurice est déclaré forfait, l'Afrique du Sud se qualifie automatiquement au 2e tour.

2e tour
| Match | Pays     | Aller | Score | Retour | Pays           |
| ----- | -------- | ----- | ----- | ------ | -------------- |
| 7     | Angola   | 0-1   | 1-3   | 1-2    | Zambie         |
| 8     | Zimbabwe | 2-0   | 3-0   | 1-0    | Afrique du Sud |